# Zemětřesení v Karibiku 2020
K zemětřesení v Karibiku 2020 došlo 28. ledna 2020 v 14:10 místního času (19:10 UTC) v Karibském moři mezi Jamajkou, Kubou a Kajmanskými ostrovy. Hypocentrum se nacházelo pod Kajmanským podmořským příkopem v hloubce 10 km. Podle prvních údajů dosáhlo zemětřesení síly 7,3 Mw, později byla hodnota upřesněna na 7,7 Mw.
Po hlavním zemětřesení byla zaznamenána řada dotřesů, z nichž nejsilnější dosáhl síly 6,1 Mw. Zemětřesení bylo kromě zmíněných třech zmíněných zemí citelné až na Floridě v USA či na mexickém poloostrově Yucatán. 
K události došlo v transformním zlomu mezi karibskou a severoamerickou deskou. Ty se vůči sobě posouvají horizontálním směrem, což je patrně důvod, proč takto silné zemětřesení nevyvolalo rozsáhlejší tsunami.

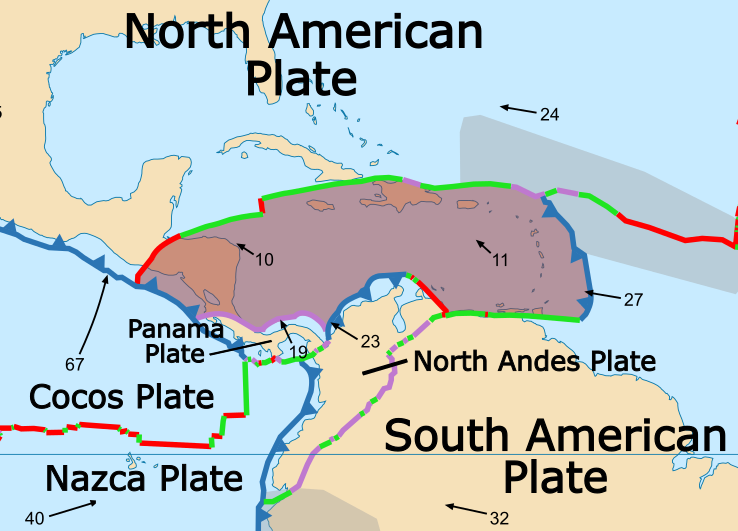
Karibská deska.

## Důsledky
Vydalo se varování před vlnou tsunami, ale později bylo odvoláno. V George Town na Kajmanských ostrovech se zaznamenala neškodná vlna o výšce 12 cm.
Otřesy poškodily kanalizační potrubí na Kajmanských ostrovech. 300 studentů se muselo na Jamajce evakuovat ze šesti podlažní budovy. Zemětřesení cítili obyvatelé jižní Floridy, včetně města Miami, kde se muselo evakuovat několik vládních budov.
Jedná se o nejsilnější zemětřesení v Karibiku od roku 1946.